# Petit Etang (Grenada)
Petit Etang (auch: Petit Étang) ist eine Siedlung bei Saint David’s im Südosten des Inselstaates Grenada in der Karibik.

## Geographie
Die Siedlung ist eine der nördlichsten Siedlungen im Parish Saint David, weit im Landesinneren und auf ca. 315 m Höhe.
Der Ort ist über Syracuse mit der Küste verbunden. Im Umfeld liegt die Siedlung Champs Fleurs.